# Apamea nigrodistincta
Apamea nigrodistincta är en fjärilsart som beskrevs av Turner 1891. Apamea nigrodistincta ingår i släktet Apamea och familjen nattflyn. Inga underarter finns listade i Catalogue of Life.